# 殷承宗
殷承宗（1941年12月3日—），美籍华裔音乐家、钢琴演奏家、作曲家。出生于福建厦门鼓浪屿。曾在「文化大革命」期间改用名殷诚忠。

## 生平

### 青少年时期
7岁开始学琴。9岁（1950年）举行独奏会。12岁就读于上海音乐学院附屬中學。
1959年以“对音乐的深刻理解和无懈可击的技巧”获得维也纳第七届世界青年和平友谊节钢琴比赛金质奖。1962年获得“莫斯科第二届柴科夫斯基国际钢琴大赛”亚军（据称是因中苏关系紧张的政治原因而仅获亚军）。1965年殷承宗毕业于中央音乐学院，到中央乐团担任首席钢琴演奏家。

### 文革时期
1968年完成钢琴伴唱《红灯记》的创作、公演，被列入“八个样板戏”名录，成为“文艺与工农兵相结合，文艺为工农兵服务”的榜样。
与中央音乐学院的储望华、盛礼洪、许裴星、刘庄、石叔诚等6人合作，借用冼星海《黄河大合唱》主旋律改编创作（1969年）并首演（1970年）钢琴协奏曲《黄河》。气势磅礴，感情饱满。据传周恩来听毕惊呼“冼星海复活了”。
他探索了用钢琴演奏京剧、古曲使之融入时代大众的通俗化道路。
1971年随中央芭蕾舞团出访罗马尼亚、阿尔巴尼亚、南斯拉夫和英、法、意六国，在芭蕾舞剧《白毛女》、《红色娘子军》演出前加奏《黄河》。
1973年加入中国共产党，被提升为中央乐团党委副书记，1975年當選為第四届全国人大常委会委员。曾被列入「四人帮」组阁名单，拟任全國人大常委會副委員長。
1976年10月后被作为“四人帮在中央乐团的代表”，受到四年政治审查。

### 文革结束后
1983年移居美国，同年秋天在“卡内基音乐厅”首度举行个人钢琴独奏会，随后在美国、加拿大各大城市演出。1987年5月殷承宗在伦敦韦格蒙音乐厅举行钢琴演奏会。
1990年秋天应前苏联“柴科夫斯基明星协会”邀请参加柴科夫斯基150年诞辰纪念演出。先后与费城管弦乐团、维也纳爱乐乐团、莫斯科爱乐乐团等乐团合作。被西方乐评家称许为“结构严谨，声音纯净，色彩丰富，内涵深厚”。1993年为中央电视台35周年台庆演出钢琴协奏曲《黄河》。
第四届柴科夫斯基国际青少年音乐比赛（中国所承办的最高级别国际音乐大赛）于2002年10月在中国厦门举行时，他担任总评委会主席。
为世界各地灌近二十多张唱片，包括他参加创作的著名黄河钢琴协奏曲（中国唱片公司1971年同中国中央乐团合作演出的唱片发行了数百万张）。并把中国传统古典乐曲和民间乐曲改编创作成钢琴曲进行演奏，如《春江花月夜》、《十面埋伏》、《梅花三弄》、《平湖秋月》、《百鸟朝凤》等。

## 家庭
与妻子陶宗舜育有一女。